# USS Tucson (CL-98)
USS Tucson (CL-98) là một tàu tuần dương hạng nhẹ của Hải quân Hoa Kỳ thuộc phân lớp Oakland của lớp Atlanta, từng phục vụ trong giai đoạn kết thúc của Chiến tranh Thế giới thứ hai. Nó là chiếc tàu chiến duy nhất của Hải quân Mỹ được đặt cái tên này, được đặt theo tên thành phố Tucson thuộc tiểu bang Arizona. Được cho xuất biên chế vào năm 1949, con tàu bị bán để tháo dỡ vào tháng 2 năm 1971. Tucson được tặng thưởng một Ngôi sao Chiến trận do thành tích phục vụ trong Thế Chiến II.

## Thiết kế và chế tạo

### Thiết kế
Phân lớp Oakland là một lớp phụ thuộc lớp tàu tuần dương hạng nhẹ Atlanta được cải tiến. Giống như Atlanta, chúng được thiết kế như những tàu tuần dương phòng không, với dàn pháo chính gồm những khẩu 5 in (127 mm)/38 cal phòng không đa dụng (DP: dual-purpose). Khác biệt chính giữa Oakland với Atlanta là chúng loại bỏ các khẩu đội pháo 5 inch bên mạn để tăng cường súng phòng không hạng trung Bofors 40 mm và hạng nhẹ Oerlikon 20 mm.

### Chế tạo
Tucson được đặt lườn vào ngày 23 tháng 12 năm 1942 bởi hãng Bethlehem Steel ở San Francisco, California. Nó được hạ thủy vào ngày 3 tháng 9 năm 1944, được đỡ đầu bởi bà Emmett S. Claunch, Sr., và được cho nhập biên chế cùng hải quân vào ngày 3 tháng 2 năm 1945 dưới quyền chỉ huy của hạm trưởng, Đại tá Hải quân Arthur D. Ayrault.

## Lịch sử hoạt động
Sau khi được trang bị hoàn tất tại San Francisco và chạy thử máy ngoài khơi San Diego, Tucson lên đường vào ngày 8 tháng 5 năm 1945 đi đến khu vực Tây Thái Bình Dương. Nó dừng lại Trân Châu Cảng vào ngày 13 tháng 5 cho một đợt huấn luyện bổ sung kéo dài ba tuần trước khi tiếp nối hành trình về phía Tây vào ngày 2 tháng 6. Nó dừng qua đêm tại Ulithi vào ngày 13-14 tháng 6 rồi tiếp tục đi Philippines, đến đảo Leyte vào ngày 16 tháng 6. Chiếc tàu tuần dương được phân công nhiệm vụ hộ tống trong thành phần Lực lượng Đặc nhiệm 38, đặc biệt là với Đội đặc nhiệm 38.3 dưới quyền chỉ huy của Chuẩn Đô đốc Gerald F. Bogan, được xây dựng chung quanh các tàu sân bay Essex, Ticonderoga, Randolph, Monterey và Bataan.
Tucson gia nhập cùng các tàu sân bay nhanh vừa kịp lúc để tham gia đợt tấn công cuối cùng xuống Đế quốc Nhật Bản và vòng phòng thủ phía trong. Vào ngày 1 tháng 7, nó rời vịnh Leyte cùng với Lực lượng Đặc nhiệm 38 hướng lên phía Bắc đến các đảo chính quốc Nhật Bản. Ngày 10 tháng 7, các tàu sân bay tung ra đợt không kích xuống khu vực Tokyo; đến ngày 14-15 tháng 7 chúng tấn công Hokkaidō và phía Bắc đảo Honshū. Sau đó chúng hướng xuống phía Nam Honshū vào ngày 17-18 tháng 7 để không kích Tokyo một lần nữa trước khi rời khu vực trong gần một tuần. Trong các ngày 24 và 28 tháng 7, nó xuất hiện cùng với các tàu sân bay về phía Nam Shikoku trong khi máy bay của chúng tấn công tàu bè trong vùng biển nội địa; đến ngày 30 tháng 7, chúng tập trung vào Kobe và Nagoya. Sau đó chúng rút lui về phía Nam để tiếp nhiên liệu và bổ sung trước khi lại tấn công lên phía Bắc. Đến tuần lễ thứ hai của tháng 8, Tucson ở về phía Bắc Honshū hộ tống các tàu sân bay trong khi máy bay của chúng tấn công hòn đảo một lần nữa; rồi lại hộ tống chúng về phía Nam không kích Tokyo một lần nữa vào ngày 13 tháng 8. Hai ngày sau, Nhật Bản đầu hàng.
Cho dù chiến sự đã kết thúc vào giữa tháng 8 và Nhật Bản chính thức đầu hàng vào ngày 2 tháng 9, Tucson tiếp tục ở lại khu vực Viễn Đông, di chuyển cùng với Lực lượng Đặc nhiệm 38 về phía Đông Honshū nhằm hỗ trợ cho lực lượng chiếm đóng di chuyển đến Nhật Bản. Ngày 20 tháng 9, nó rời khu vực, dừng tại Okinawa hai ngày sau đó trước khi quay về Hoa Kỳ. Trên đường đi, nó ghé qua Trân Châu Cảng rồi về đến San Francisco vào ngày 5 tháng 10. Ngày 23 tháng 10, nó đi về hướng Nam đến San Pedro tham gia lễ hội nhân Ngày Hải quân tại đây trong các ngày 27-28 tháng 10. Vào ngày 29 tháng 10, nó chuyển đến để phục vụ cùng Bộ chỉ huy Huấn luyện Hạm đội Thái Bình Dương như một tàu huấn luyện tác xạ phòng không. Từ tháng 11 năm 1945 đến tháng 8 năm 1946, chiếc tàu tuần dương phòng không đã huấn luyện cho khoảng 5.000 sĩ quan và thủy thủ về các cỡ pháo phòng không 5 inch (127 mm), 40 mm và 20 mm; xen kẻ với sự có mặt đại diện cho Hải quân vào các dịp đặc biệt tại nhiều cảng khác nhau dọc suốt bờ biển Thái Bình Dương.
Ngày 6 tháng 9, nó đi vào Xưởng hải quân Puget Sound cho một đợt đại tu kéo dài ba tháng để sẵn sàng hoạt động cùng Bộ chỉ huy Khu trục Hạm đội Thái Bình Dương. Trong hai tháng tiếp theo, Tucson tiến hành huấn luyện ngoài khơi San Diego chuẩn bị cho một cuộc tập trận hạm đội được tiến hành gần Hawaii. Ngày 24 tháng 2 năm 1947, chiếc tàu tuần dương khởi hành từ San Diego, di chuyển tại vùng biển Hawaii như một đơn vị của lực lượng đảm trách phòng thủ quần đảo chống lại một lực lượng xâm chiếm di chuyển từ phía Tây Thái Bình Dương. Sau khi kết thúc cuộc tập trận, nó đi vào Trân Châu Cảng vào ngày 11 tháng 3, nhưng lại ra khơi vào ngày 18 tháng 3 tham gia một cuộc tìm kiếm không kết quả ở phía Tây Bắc Hawaii những nạn nhân của chiếc SS Fort Dearborn bị đắm.
Ngày 27 tháng 3, Tucson quay về San Diego tiếp tục các hoạt động thường lệ dọc theo bờ Tây cho đến cuối mùa Hè. Nó lại lên đường vào ngày 28 tháng 7, đi ngang qua Trân Châu Cảng để đến Viễn Đông, đi đến Yokosuka, Nhật Bản vào ngày 15 tháng 8. Trong hai tháng tiếp theo, chiếc tàu tuần dương di chuyển tại vùng biển Hoàng Hải và biển Đông Trung Hoa trong khi phe Cộng sản đang tranh giành quyền lực với Quốc Dân Đảng tại Mãn Châu và Bắc Trung Quốc. Trong giai đoạn này, nó đã hai lần viếng thăm Thượng Hải và một lần viếng thăm Thanh Đảo. Tucson quay trở về Yokosuka vào ngày 19 tháng 10, ở qua đêm trước khi lên đường vào ngày hôm sau quay về Hoa Kỳ, về đến San Diego vào ngày 6 tháng 11. Chiếc tàu tuần dương quay trở lại các hoạt động thường lệ dọc theo bờ Tây Hoa Kỳ.
Ngày 9 tháng 2 năm 1949, Tucson đi đến Xưởng hải quân Mare Island bắt đầu chuẩn bị để cho ngừng hoạt động. Ngày 11 tháng 6 năm 1949, nó ngừng hoạt động và được cho neo đậu cùng Đội San Francisco thuộc Hạm đội Dự bị Thái Bình Dương. Nó tiếp tục ở trong thành phần dự bị tại Mare Island cho đến ngày 1 tháng 6 năm 1966, khi tên nó được rút khỏi danh sách Đăng bạ Hải quân, nhưng lườn tàu vẫn được sử dụng để thử nghiệm cho đến năm 1970. Ngày 24 tháng 2 năm 1971, lườn tàu được bán cho hãng National Metal & Steel Corp., tại Terminal Island, California, để tháo dỡ.
Bệ của một trong các tháp pháo xoay của nó trở nên dư thừa và được sử dụng như một bệ xoay của một máy gia tốc hạt Van de Graaf khổng lồ tại khoa vật lý của Đại học Arizona tại Tucson, Arizona. Nó tiếp tục được sử dụng cho đến khi máy gia tốc ngừng hoạt động vào khoảng năm 2005. Việc một bệ tháp pháo của USS Tucson lại được sử dụng tại Tucson rõ ràng chỉ là do tình cờ.

## Phần thưởng
Tucson được tặng thưởng một Ngôi sao Chiến trận do thành tích phục vụ trong Thế chiến II.
|             |  |  |
| Bronze star |  |  |

| Dãi băng Hoạt động Tác chiến                                            | Huân chương Phục vụ Trung Hoa        | Huân chương Chiến dịch Hoa Kỳ           |
| Huân chương Chiến dịch Châu Á-Thái Bình Dương với 1 Ngôi sao Chiến trận | Huân chương Chiến thắng Thế Chiến II | Huân chương Phục vụ Chiếm đóng Hải quân |